# Kueth Duany
Kueth Duany (22 aprile 1980) è un ex cestista sudanese con cittadinanza statunitense.

## Palmarès
- Campione NCAA (2003)